# Richard Beckinsale
Pour les articles homonymes, voir Beckinsale.
Richard Beckinsale, né le 6 juillet 1947 à Carlton (Nottinghamshire) et mort le 19 mars 1979 à Sunningdale (Berkshire), est un acteur britannique.

## Biographie
Il s'est fait connaître avec le rôle de Lennie Godber dans la série Porridge et dans le film adapté de la série et Alan Moore dans la série Rising Damp.
Il s'est marié deux fois : la première avec Margaret Bradley de 1965 à 1971, de cette union est née Samantha (1966). Après son divorce, il se met en couple avec l'actrice Judy Loe. De cette union naît Kate Beckinsale (juillet 1973). Loe et Beckinsale se sont mariés en 1977.
Il devait à l'origine tenir le rôle principal de l'inspecteur dans le film Bloody Kids, de Stephen Frears, mais sa mort pendant le tournage obligea le réalisateur à changer d'acteur (Derrick O'Connor) et de retourner les scènes dans lesquels apparaissaient le défunt.
En 1979, il meurt d'une crise cardiaque à Sunningdale.

## Filmographie
- 1969 : Coronation Street (série TV) : PC Wilcox (1 épisode)
- 1970 : A Family at War (série TV) : Private Grey (1 épisode)
- 1971 : Elephant's Eggs in a Rhubarb Tree (série TV) : Rôles variés (6 épisodes)
- 1971 : Armchair Theatre (série TV) : Lewis (1 épisode)
- 1972 : Rentadick, de Jim Clark : Hobbs
- 1972 : The Lovers!, d'Herbert Wise : Geoffrey Scrimshaw
- 1975 : Three for All, de Martin Campbell : Jet Bone
- 1979 : Porridge, de Dick Clement : Lennie Godber